# Berthe Delépinne
Berthe Delépinne, née Berthe Capron à Ixelles le 15 août 1902 et morte le 12 janvier 2001 à Bruxelles, est une écrivaine, essayiste, historienne, poète et romancière belge.
Elle a été vice-présidente de l'Association des écrivains belges de langue française.

## Biographie

### Jeunesse et famille
Berthe Marie Cornélie Capron naît à Ixelles en 1902, fille d'Adolphe Capron, encaisseur, et de Mathilde Romanie Vindevogel, son épouse. Sa sœur aînée, Julia, née en 1896, devient peintre et illustratrice.
Elle épouse Paul Delépinne,[Quand ?] et prend dès lors son patronyme.

### Parcours
Berthe Delépine a consacré sa plume à des genres divers allant de la poésie en prose au roman, en passant par l'évocation historique. Sa sœur a illustré certains de ses recueils de poésie.
Elle a reçu le prix Bouvier-Parvillez de l'Académie royale de Belgique en 1977, récompensant l'ensemble de son œuvre littéraire.
Morte en 2001 à Bruxelles,[réf. à confirmer], elle est inhumée, avec son mari, sa sœur et son beau-frère, au cimetière communal du Vogelenzang à Anderlecht.

## Ouvrages

### Poésie
- En musardant, poèmes en prose, bois originaux de Nelly Degouy, Bruxelles, Librairie générale, 1942.
- Fougère, poèmes en prose, Bruxelles, Willy Godenne, 1959.
- Chanson de rien, poésie, illustration de Julia Capron, Bruxelles, Willy Godenne, 1950.
- Le Poète et la Ville, poésie, illustrations de Julia Capron, Bruxelles, Willy Godenne, 1958.
- La Boutique aux rêves, poèmes en prose, Bruxelles, Willy Godenne, 1952.
- La Beauté des choses, poèmes en prose, Bruxelles, Willy Godenne, 1958.
- Case au soleil, poèmes, Bruxelles, Vromant, s. d.

### Roman
- La Sirène dans la vitrine, Bruxelles, Les éditions de Belgique, 1941.
- Le Clairon de verre, Bruxelles, La Renaissance du Livre, 1951.

### Récits, nouvelles
- L'Herbier des jours, avant propos de Marie Gevers, Bruxelles, Éditions des artistes, 1963.
- Le Raconteur d'images, récits, Bruxelles, André De Rache, 1972.
- Ce mal d'être deux, nouvelles, Bruxelles, La Renaissance du Livre, 1960.
- Le Cœur de perles, nouvelles, Bruxelles, La Renaissance du Livre, 1966.
- La Maison d'Ambleteuse, nouvelles, Bruxelles, La Renaissance du Livre, 1969.

### Essais
- Érasme, Prince des humanistes, essai, Bruxelles, Éditions Draps, 1944.
- La Belgique historique, économique, monumentale et artistique, Berne, Union Postale Universelle, 1951-1952 (traduit en anglais, arabe, japonais, espagnol et russe).
- Bruxelles en forme de cœur
- Le Florilège de Bruxelles, Bruxelles, Willy Godenne, 1956.
- Histoire d'une maison bruxelloise, essai, Bruxelles, Wellens et Godenne, 1950.
- Regards sur Ixelles, essai, Bruxelles, Willy Godenne, 1958.
- Belgique-België-Belgien, essai, Königstein, Die blauen Bücher, 1958.
- Voici Bruxelles, essai, Paris, Flammarion, 1958, traduit en néerlandais, anglais et allemand.
- « La Chronique et la petite histoire », dans Lettres vivantes, essai, Bruxelles, La Renaissance du Livre, 1975.
- La Poste internationale, essai, Bruxelles, R.T.T. et Pro-Post, 1984.

### Histoire
- Histoire de la poste internationale en Belgique sous les grands maîtres des postes de la famille de Tassis, Bruxelles, Wellens et Godenne, 1952 (traduit en néerlandais).
- Élisabeth, reine des Belges, Bruxelles, Willy Godenne, 1954.
- Élisabeth, reine des Belges, Bruxelles, Paul Legrain, 1983.